# Golden Globe-galan 2018

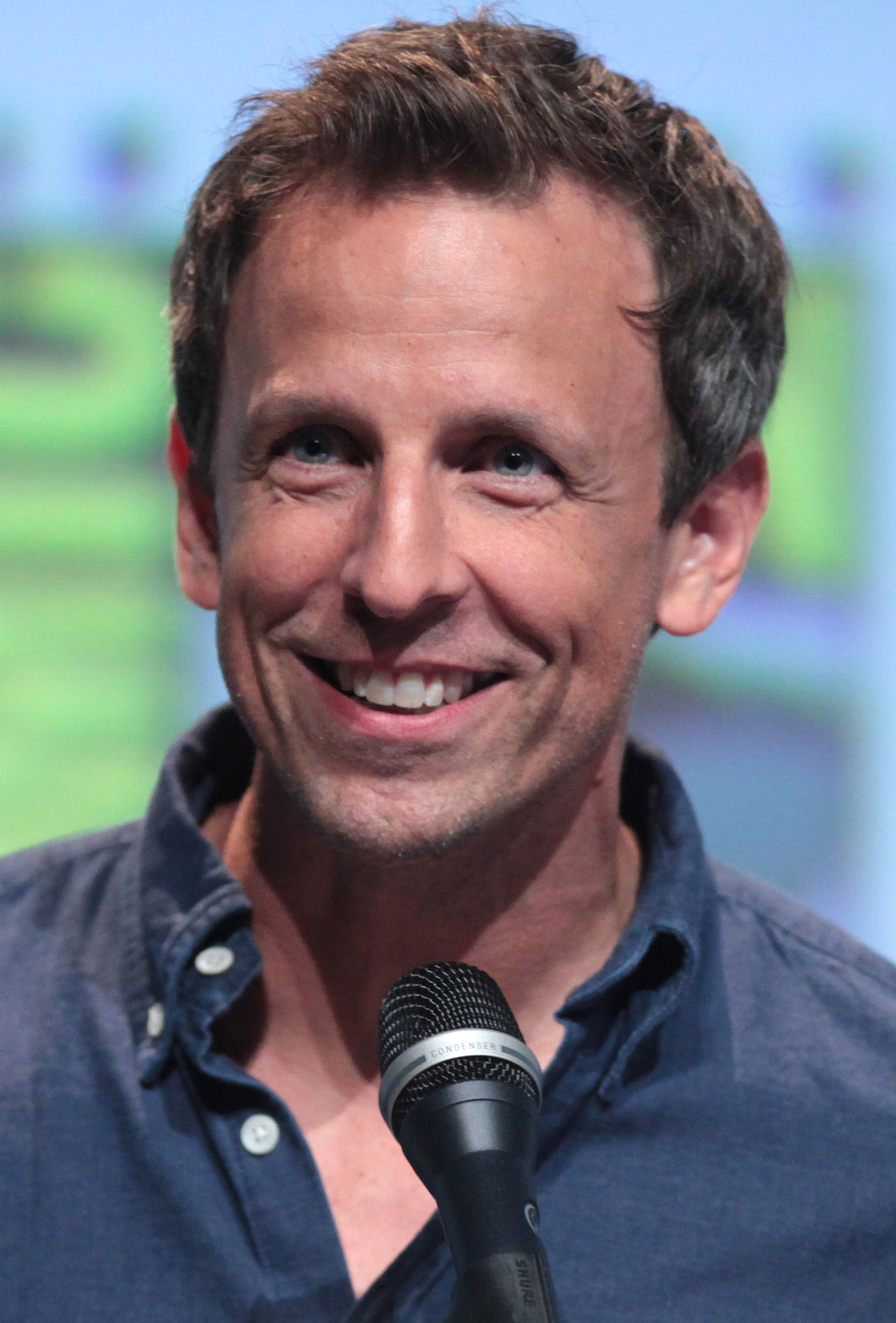
Årets värd Seth Meyers

Golden Globe-galan 2018 var den 75:e upplagan av Golden Globe Awards som belönade insatser i filmer och TV-produktioner från 2017 och sändes från Beverly Hilton Hotel i Beverly Hills, Kalifornien den 7 januari 2018 av NBC. Seth Meyers var årets värd.

## Vinnare och nominerade
Nomineringarna tillkännagavs den 11 december 2017. Vinnarna listas i fetstil.

### Filmer
| Bästa film – drama - Three Billboards Outside Ebbing, Missouri - Call Me by Your Name - Dunkirk - The Post - The Shape of Water | Bästa film – musikal eller komedi - Lady Bird - The Disaster Artist - Get Out - The Greatest Showman - I, Tonya |
| Bästa manliga huvudroll – drama - Gary Oldman – Darkest Hour - Timothée Chalamet – Call Me by Your Name - Daniel Day-Lewis – Phantom Thread - Tom Hanks – The Post - Denzel Washington – Roman J. Israel, Esq.                                       | Bästa kvinnliga huvudroll – drama - Frances McDormand – Three Billboards Outside Ebbing, Missouri - Jessica Chastain – Molly's Game - Sally Hawkins – The Shape of Water - Meryl Streep – The Post - Michelle Williams – All the Money in the World |
| Bästa manliga huvudroll – musikal eller komedi - James Franco – The Disaster Artist - Steve Carell – Battle of the Sexes - Ansel Elgort – Baby Driver - Hugh Jackman – The Greatest Showman - Daniel Kaluuya – Get Out                               | Bästa kvinnliga huvudroll – musikal eller komedi - Saoirse Ronan – Lady Bird - Judi Dench – Victoria & Abdul - Helen Mirren – En sista semester - Margot Robbie – I, Tonya - Emma Stone – Battle of the Sexes |
| Bästa manliga biroll - Sam Rockwell – Three Billboards Outside Ebbing, Missouri - Willem Dafoe – The Florida Project - Armie Hammer – Call Me by Your Name - Richard Jenkins – The Shape of Water - Christopher Plummer – All the Money in the World | Bästa kvinnliga biroll - Allison Janney – I, Tonya - Mary J. Blige – Mudbound - Hong Chau – Downsizing - Laurie Metcalf – Lady Bird - Octavia Spencer – The Shape of Water |
| Bästa regi - Guillermo del Toro – The Shape of Water - Martin McDonagh – Three Billboards Outside Ebbing, Missouri - Christopher Nolan – Dunkirk - Ridley Scott – All the Money in the World - Steven Spielberg – The Post                           | Bästa manus - Three Billboards Outside Ebbing, Missouri – Martin McDonagh - Lady Bird – Greta Gerwig - Molly's Game – Aaron Sorkin - The Post – Liz Hannah och Josh Singer - The Shape of Water – Guillermo del Toro och Vanessa Taylor |
| Bästa filmmusik - The Shape of Water – Alexandre Desplat - Dunkirk – Hans Zimmer - Phantom Thread – Jonny Greenwood - The Post – John Williams - Three Billboards Outside Ebbing, Missouri – Carter Burwell                                          | Bästa sång - "This Is Me" (Benj Pasek och Justin Paul) – The Greatest Showman - "Home" (Nick Jonas, Justin Tranter och Nick Monson) – Tjuren Ferdinand - "Mighty River" (Raphael Saadiq, Mary J. Blige och Taura Stinson) – Mudbound - "Remember Me" (Kristen Anderson-Lopez och Robert Lopez) – Coco - "The Star" (Mariah Carey och Marc Shaiman) – The Star |
| Bästa animerade film - Coco - Baby-bossen - The Breadwinner - Loving Vincent - Tjuren Ferdinand | Bästa utländska film - Utan nåd (Tyskland/Frankrike) - En fantastisk kvinna (Chile) - First They Killed My Father (Kambodja) - Saknaden (Ryssland) - The Square (Sverige/Tyskland/Frankrike) |

### Filmer med flera vinster
| Vinster | Film                                      |
| ------- | ----------------------------------------- |
| 4       | Three Billboards Outside Ebbing, Missouri |
| 2       | Lady Bird                                 |
| 2       | The Shape of Water                        |

### Filmer med flera nomineringar
| Nomineringar | Film                                      |
| ------------ | ----------------------------------------- |
| 7            | The Shape of Water                        |
| 6            | The Post                                  |
| 6            | Three Billboards Outside Ebbing, Missouri |
| 4            | Lady Bird                                 |
| 3            | All the Money in the World                |
| 3            | Call Me by Your Name                      |
| 3            | Dunkirk                                   |
| 3            | The Greatest Showman                      |
| 3            | I, Tonya                                  |
| 2            | Battle of the Sexes                       |
| 2            | Coco                                      |
| 2            | The Disaster Artist                       |
| 2            | Get Out                                   |
| 2            | Molly's Game                              |
| 2            | Mudbound                                  |
| 2            | Phantom Thread                            |
| 2            | Tjuren Ferdinand                          |

### Television
| Bästa TV-serie – drama - The Handmaid's Tale - The Crown - Game of Thrones - Stranger Things - This Is Us | Bästa TV-serie – musikal eller komedi - The Marvelous Mrs. Maisel - Black-ish - Master of None - SMILF - Will & Grace |
| Bästa miniserie eller TV-film - Big Little Lies - Fargo - Feud: Bette and Joan - The Sinner - Top Of The Lake: China Girl | |
| Bästa manliga huvudroll i en TV-serie – drama - Sterling K. Brown – This Is Us - Jason Bateman – Ozark - Freddie Highmore – The Good Doctor - Bob Odenkirk – Better Call Saul - Liev Schreiber – Ray Donovan                        | Bästa kvinnliga huvudroll i en TV-serie – drama - Elisabeth Moss – The Handmaid's Tale - Caitriona Balfe – Outlander - Claire Foy – The Crown - Maggie Gyllenhaal – The Deuce - Katherine Langford – Tretton skäl varför                  |
| Bästa manliga huvudroll i en TV-serie – musikal eller komedi - Aziz Ansari – Master of None - Anthony Anderson – Black-ish - Kevin Bacon – I Love Dick - William H. Macy – Shameless - Eric McCormack – Will & Grace                | Bästa kvinnliga huvudroll i en TV-serie – musikal eller komedi - Rachel Brosnahan – The Marvelous Mrs. Maisel - Pamela Adlon – Better Things - Alison Brie – GLOW - Issa Rae – Insecure - Frankie Shaw – SMILF                            |
| Bästa manliga huvudroll i en miniserie eller TV-film - Ewan McGregor – Fargo - Robert De Niro – The Wizard of Lies - Jude Law – The Young Pope - Kyle MacLachlan – Twin Peaks - Geoffrey Rush – Genius                              | Bästa kvinnliga huvudroll i en miniserie eller TV-film - Nicole Kidman – Big Little Lies - Jessica Biel – The Sinner - Jessica Lange – Feud: Bette and Joan - Susan Sarandon – Feud: Bette and Joan - Reese Witherspoon – Big Little Lies |
| Bästa manliga biroll i en TV-serie, miniserie eller TV-film - Alexander Skarsgård – Big Little Lies - David Harbour – Stranger Things - Alfred Molina – Feud: Bette and Joan - Christian Slater – Mr. Robot - David Thewlis – Fargo | Bästa kvinnliga biroll i en TV-serie, miniserie eller TV-film - Laura Dern – Big Little Lies - Ann Dowd – The Handmaid's Tale - Chrissy Metz – This Is Us - Michelle Pfeiffer – The Wizard of Lies - Shailene Woodley – Big Little Lies   |

### Serier med flera vinster
| Vinster | Serie                     |
| ------- | ------------------------- |
| 4       | Big Little Lies           |
| 2       | The Handmaid's Tale       |
| 2       | The Marvelous Mrs. Maisel |

### Serier med flera nomineringar
| Nomineringar | Serie                     |
| ------------ | ------------------------- |
| 6            | Big Little Lies           |
| 4            | Feud: Bette and Joan      |
| 3            | Fargo                     |
| 3            | The Handmaid's Tale       |
| 3            | This Is Us                |
| 2            | Black-ish                 |
| 2            | The Crown                 |
| 2            | The Marvelous Mrs. Maisel |
| 2            | Master of None            |
| 2            | The Sinner                |
| 2            | SMILF                     |
| 2            | Stranger Things           |
| 2            | Will & Grace              |
| 2            | The Wizard of Lies        |

### Cecil B. DeMille Award
- Oprah Winfrey

## Presentatörer
Följande personer nedan var presentatörer vid galan.

- Jennifer Aniston
- Angelina Jolie
- Mariah Carey
- Roseanne Barr
- Halle Berry
- Carol Burnett
- Jessica Chastain
- Emilia Clarke
- Kelly Clarkson
- Common
- Darren Criss
- Penélope Cruz
- Geena Davis
- Viola Davis
- Kirk Douglas
- Zac Efron
- Gal Gadot
- Greta Gerwig
- John Goodman
- Hugh Grant
- Kit Harington
- Neil Patrick Harris
- Salma Hayek
- Garrett Hedlund
- Chris Hemsworth
- Christina Hendricks
- Ron Howard
- Kate Hudson
- Isabelle Huppert
- Allison Janney
- Dakota Johnson
- Dwayne Johnson
- Michael Keaton
- Shirley MacLaine
- Ricky Martin
- Helen Mirren
- Sarah Jessica Parker
- Robert Pattinson
- Sarah Paulson
- Amy Poehler
- Natalie Portman
- Édgar Ramírez
- Seth Rogen
- Andy Samberg
- Susan Sarandon
- Catherine Zeta-Jones
- J.K. Simmons
- Octavia Spencer
- Sebastian Stan
- Emma Stone
- Sharon Stone
- Barbra Streisand
- Aaron Taylor-Johnson
- Keith Urban
- Alicia Vikander
- Kerry Washington
- Emma Watson
- Reese Witherspoon